# Józef Ossoliński
Józef Kajetan Ossoliński (5 ottobre 1758 – Leopoli, 3 gennaio 1834) è stato un politico e szlachta polacco, senatore del Regno del Congresso.
Era figlio del conte Aleksander Ossoliński, appartenente ad una nobile famiglia della szlachta, l'alta nobiltà polacca; suo fratello era Józef Maksymilian Ossoliński e la sua famiglia traeva le proprie origini dai primordi del XIV secolo e discendeva dal Gran Cancelliere di Lituania Jerzy Ossoliński.
Il conte fu educato con il fratello in seno alla famiglia di un parente, conte Franciszek Grocholski, e successivamente compì con il fratello il Gran Tour come gli aristocratici inglesi in Francia, Italia e Spagna.
Tornato in Polonia, entrò a far parte della cerchia illuminista di Stanislao II Augusto Poniatowski e divenne anche membro del Partito Patriottico di Michał Kazimierz Ogiński.
Grazie all'amicizia del principe Kazimierz Poniatowski, il conte divenne starosta di Sandomierz nel 1781 e Castellano della natale Podlachia nel 1790 e durante la Guerra russo-polacca, fu uno dei capi più autorevoli dell'Unione di Bar anti-russa, comandando un battaglione dell'esercito di Ogiński e Józef Aleksander Jabłonowski in Volinia.
Non prese parte alla Rivolta di Kościuszko, e dal 1822 al 1824 fu Senatore Castellano del Regno del Congresso; fu padrino di battesimo del generale barone Dezydery Chłapowski.